# Eremoleon femoralis
Eremoleon femoralis är en insektsart som först beskrevs av Banks 1942.  Eremoleon femoralis ingår i släktet Eremoleon och familjen myrlejonsländor. Inga underarter finns listade i Catalogue of Life.